# Cracticidae
Cracticidae sau Flautiști  sunt o familie de păsări  cântătoare care cuprinde 17 specii, răspândite în Australia și Noua Guinee. Reprezentanții cei mai mari ai lor fiind "laniiformele", care fac trecerea la Corvidae cu care sunt înrudiți, din punct de vedere anatomic și ca obiceiuri. Păsările trăiesc în pădurile largi ca și în arborii din savane.  
- Cracticus mentalis (Sugrumătorul) are ca. o mărime de 40 de cm este răspândit în sudul su sud-estul Australiei fiind văzut adesea și în grădini pe lângă case. Penajul are o culoare amestecată de negru cu cenușiu, are un cântec plăcut, asemănător tonului de flaut. Consumă insecte de pe sol, păsărele ca și rozătoare mici pe care le înțeapă în spini. Cuibul îl construiește din fire de sârmă.
- Strepera versicolor (Strigătorul) (50 cm) este răspândit în Australia și Tasmania, consumă hrană de origine vegetală. Are coloritul penajului negru-verzui, poate produce pagube importante plantațiilor din agricultură,
- Gymnohirna tibicen (Pasărea Flautist) atinge mărimea unei stăncuțe (35 cm). Are o voce melodioasă, putând imita ușor alte păsări. Penajul este complet negru, ceafa arpile și coada fiind cenușii. Este specie agresivă și îndrăzneață. Este răspândită în Australia de nord Queensland, Noua Guinee. Vânează prin plonjare insecte mari ca și reptile mice pe care le înfige în țepii arbuștilor.

Cladogramă conform Catalogue of Life:
| Cracticidae | \| \| Cracticus \| \| \| \| \| \| Gymnorhina \| \| \| \| \| \| Peltops \| \| \| \| \| \| Strepera \| \| \| \| |
|             | \| \| Cracticus \| \| \| \| \| \| Gymnorhina \| \| \| \| \| \| Peltops \| \| \| \| \| \| Strepera \| \| \| \| |
|             | Cracticus |
|             | |
|             | Gymnorhina |
|             | |
|             | Peltops |
|             | |
|             | Strepera |
|             | |